# روبن هود: ذا ليجند أوف شيروود
روبن هود: ذا ليجند أوف شيروود هي لعبة فيديو تكتيكات في الوقت الفعلي تعتمد على التسلل والتي طورتها شركةإسبلبوند إنترتنمنت. إنها تشبه الألعاب مثل دسبرادوس:مطلوب حيا او ميتا. يتحكم اللاعب في ما يصل إلى خمسة أحرف في إعداد يستند إلى قصص بطل الرواية، روبن هود.
حصلت اللعبة على جوائز لأفضل تصميم لعبة، وأفضل رسوم متحركة، في حفل توزيع جوائز Animago لعام 2003.

## قصة اللعبة
تبدأ اللعبة مع روبن هود، الذي وصل إلى لينكولن من الحروب الصليبية، واكتشف أن ميراثه قد سرقه مأمور نوتنغهام سيئ السمعة. بعد أن ينهي اللاعب المهمتين الأولى والثانية، ويلتقي بالخادمة ماريان في كاتدرائية نوتنغهام ، وبعد ذلك يحاول مقابلة الأمير، من المفهوم أن الملك ريتشارد قد اختطف من قبل ليوبولد النمساوي مقابل فدية، وأن الأمير جون هو الوصي. اغتصاب الملك الشرعي بغير حق. تقع مسؤولية الحصول على فدية قدرها 100000 جنيه إسترليني لإنقاذ الملك في يد اللاعب. في المهمة النهائية، يجب على روبن محاربة الشريف، وبالتالي هزيمة الأمير.